# Ambae
Vous lisez un « bon article » labellisé en 2021.
Pour les articles homonymes, voir Aoba.
Ambae (autrefois Opa, Aoba ou île aux Lépreux) est une île du Vanuatu, située en mer de Corail. Elle fait partie, avec Maewo et l'île de Pentecôte, de la province de Penama.
Probablement habitée dès la période Lapita, l'île se développe au cours des siècles en deux parties distinctes, l'est et l'ouest, qui ont chacune leur organisation sociale propre et ne parlent pas la même langue (l'ambae de l'Est et l'ambae de l'Ouest). Revendiquée par la France après que Louis-Antoine de Bougainville y accoste en 1768, Ambae n'est colonisée qu'un siècle plus tard, principalement par des missionnaires anglicans et par des marchands. Comme le reste du Vanuatu, elle est intégrée aux Nouvelles-Hébrides, colonie franco-britannique, entre 1906 et 1980. En 1994, son seul centre urbain, Saratamata, devient le chef-lieu de la province de Penama.
Le Manaro Voui, volcan qui culmine à 1 496 mètres au centre de l'île, se réveille en 1995. Une éruption majeure, en 2017-2018, contraint l'ensemble de la population à évacuer, et le gouvernement du Vanuatu enjoint aux habitants de s'installer durablement sur les îles voisines. En 2020, 80 % de la population est revenue vivre sur l'île. Sa population est alors voisine de 10 000 habitants sur une superficie de 402 km carrés.
L'économie d'Ambae repose principalement sur l'agriculture et la pêche vivrière, et sur l'artisanat. L'île est dotée d'un hôpital, de trois aérodromes et d'une couverture de téléphonie à 90 %, mais le reste de ses infrastructures est plus sommaire. La production d'électricité est à 95 % d'origine photovoltaïque.
Les rites traditionnels d'Ambae varient selon les régions de l'île et certains restent pratiqués dans la seconde moitié du XXe siècle. Évangélisée à partir de la fin du XIXe siècle, l'île compte aujourd'hui de nombreuses congrégations chrétiennes, principalement anglicanes, pentecôtistes et adventistes.

## Géographie

### Topographie
Ambae est une île basaltique située à l'ouest des îles Maewo et Pentecôte, dans l'archipel du Vanuatu, qui est composé de 83 îles. Ambae est la neuvième plus grande île de l'archipel, avec 402 km2. Le volcan Manaro Voui (aussi appelé Lombenben), en son centre, culmine à 1 496 mètres, avec à son sommet deux cratères, dont le plus petit contient trois lacs, Manaro-Ngoru, Manaro-Voui et Manaro-Lakua. Un second sommet, le mont Voutnavouele, culmine à 558 mètres. L'île est recouverte de forêt jusqu'à environ 1 400 mètres d'altitude, et habitée jusqu'à 500 mètres.

### Environnement
Ambae, comme le reste du Vanuatu, connaît deux saisons : une fraîche et sèche de mai à octobre, et une chaude et humide de novembre à avril, avec des cyclones fréquents. L'archipel est particulièrement menacé par la montée du niveau de la mer et l'acidification des océans. Le Ministère de l'adaptation au changement climatique, qui possède un bureau dans chaque province, en ouvre un en 2021 à Saratamata, seule ville d'Ambae et chef-lieu de la province de Penama.

Ambae abrite de nombreuses espèces d'oiseaux, parmi lesquelles le lori des palmiers et le stourne mélanésien (en). La zone protégée de Duviara, créée en 1996 et s'étendant sur 26 hectares, abrite douze espèces endémiques de plantes et une espèce endémique de poissons d'eau douce. Plusieurs espèces invasives se développent à Ambae, notamment des plantes : sensitive et sensitive géante, liane américaine, aubergine sauvage, Sida acuta, Senna tora et Merremia peltata.

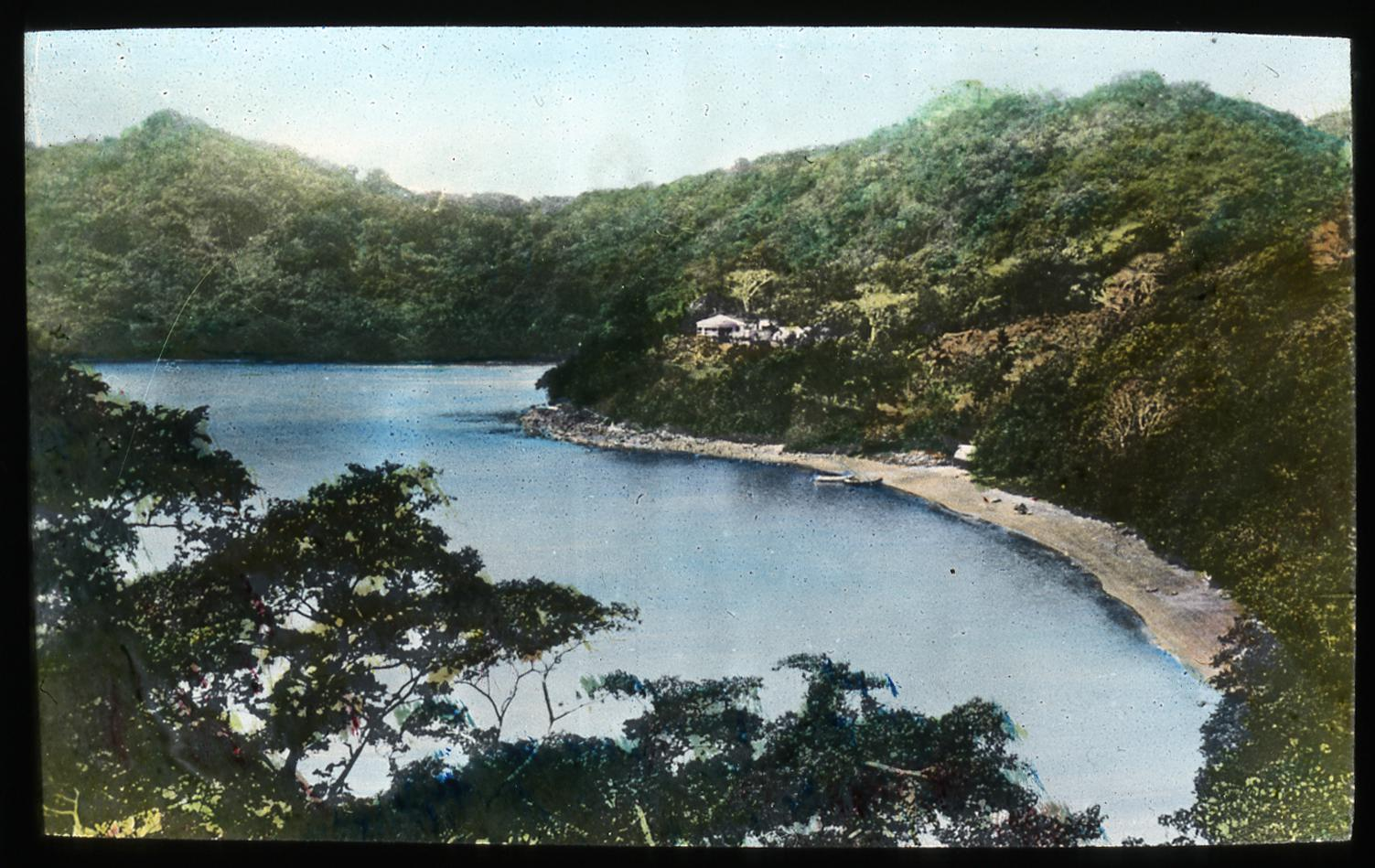
Baie de Lolowai, au nord de l'île, en 1906.
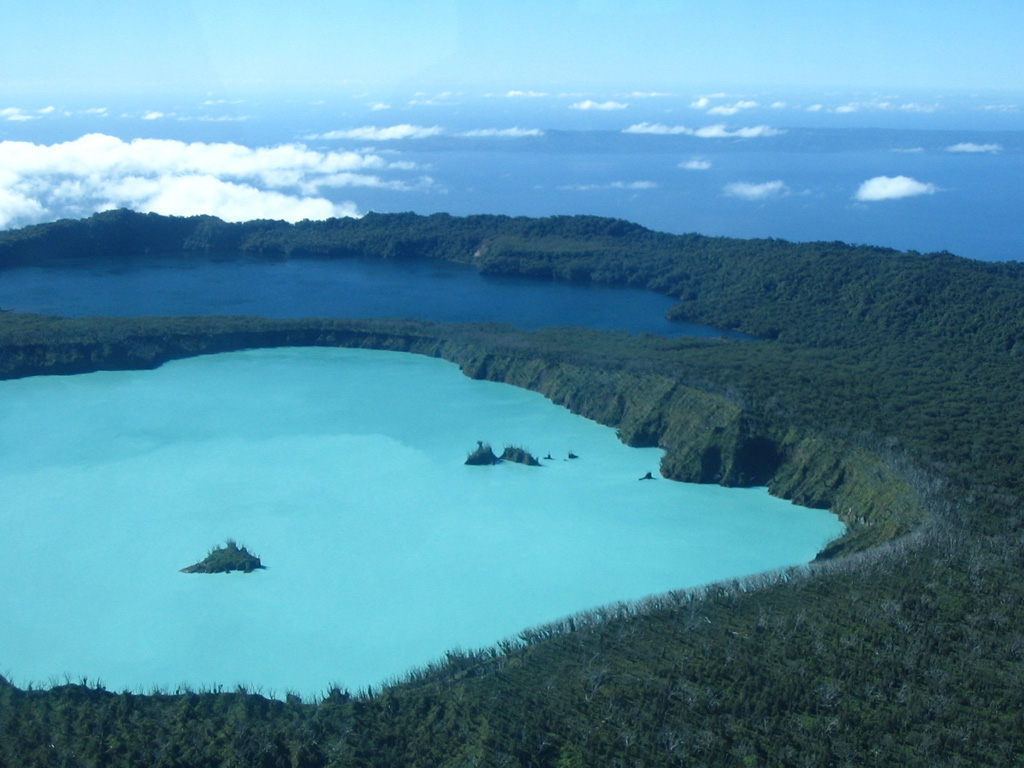
Les deux principaux lacs au sommet du Manaro Voui, photographiés en 2005. L'île de Pentecôte est visible à l'horizon.
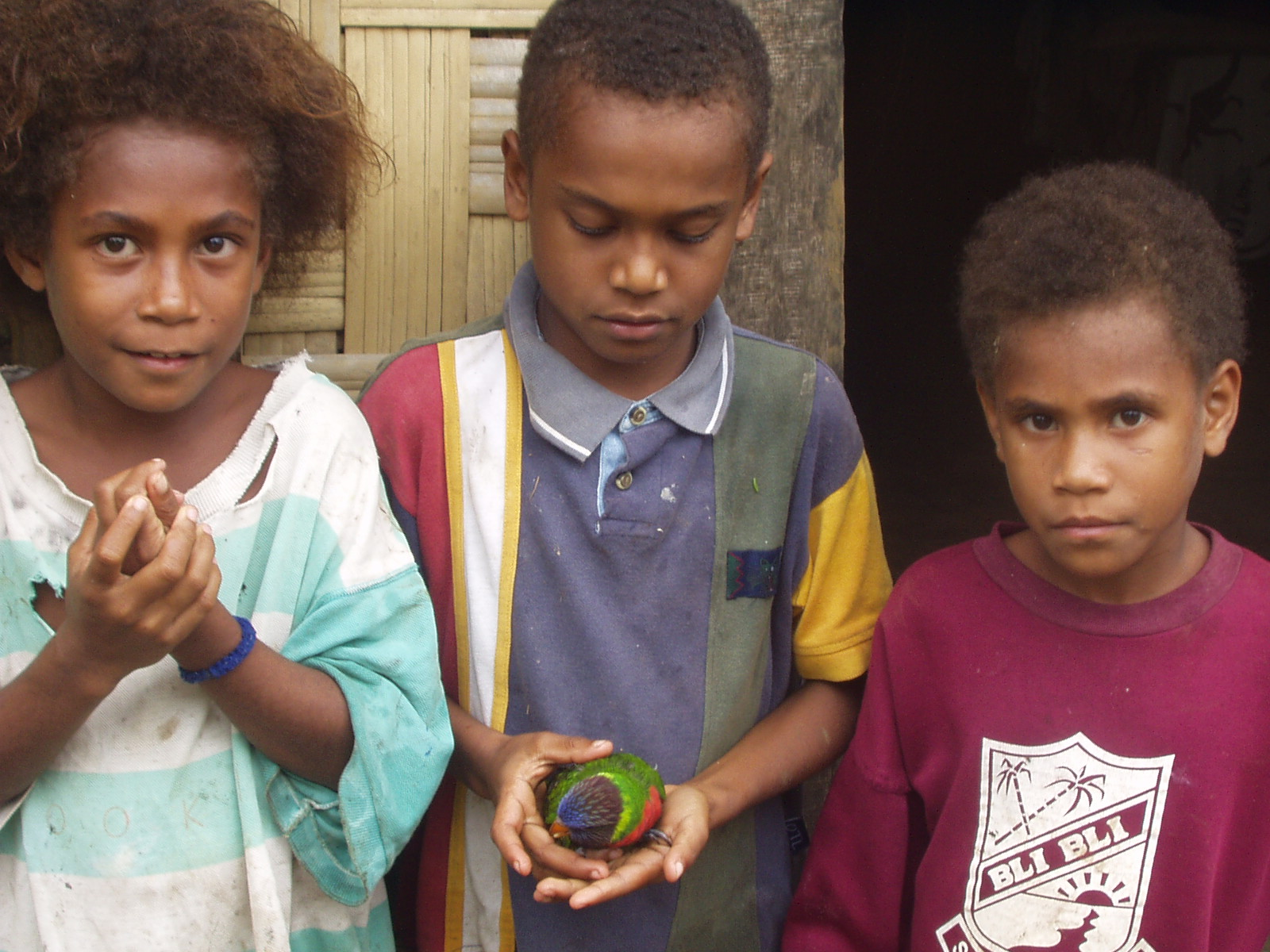
Un loriquet à tête bleue tenu par un garçon, à Ambae.

### Toponymie
Anciennement, Ambae s'est appelée Opa, Aoba et « île aux Lépreux » (Lepers' Island en anglais).

## Histoire

### Époque pré-coloniale
L'île semble avoir été habitée dès le VIe siècle av. J.-C.. La présence de la culture Lapita est attestée au Vanuatu, mais trouver des vestiges significatifs sur Ambae semble peu probable, compte tenu de l'activité volcanique. On y trouve en revanche des tessons de poterie de plusieurs époques, entre différentes couches de dépôts volcaniques. Ces poteries sont datées entre 1850 et 1530 ans avant notre ère pour les plus anciennes. Très semblables à celles qu'on trouve sur les autres îles du nord du Vanuatu, elles permettent de mettre en lumière les échanges anciens entre Ambae et d'autres îles, notamment Malekula et Santo, et les zones où les habitants ont pu se réfugier lors d'éruptions.
Selon la tradition orale, Ambae aurait été habitée vers 1400 par le dieu Tangaroa, venu de Samoa. Ambae devient alors un lieu de pèlerinage pour les populations des îles voisines, notamment Malekula.
Traditionnellement, l'île est divisée entre l'est et l'ouest, qui parlent deux langues distinctes et ont des coutumes différentes. Dans l'ouest, la filiation et l'héritage sont patrilinéaires, tandis qu'à l'est, comme au nord de l'île de Pentecôte, la filiation est matrilinéaire et l'épouse va vivre à proximité de la famille de son mari (patrilocalité). À Longana, village à l'est de l'île, la polygamie est courante, et certains chefs peuvent avoir jusqu'à dix femmes ; la dixième n'a pas de rapports sexuels avec son mari, et s'occupe de lui préparer ses repas, afin de prévenir les empoisonnements. La polygamie est abolie avec l'évangélisation.

### Colonisation

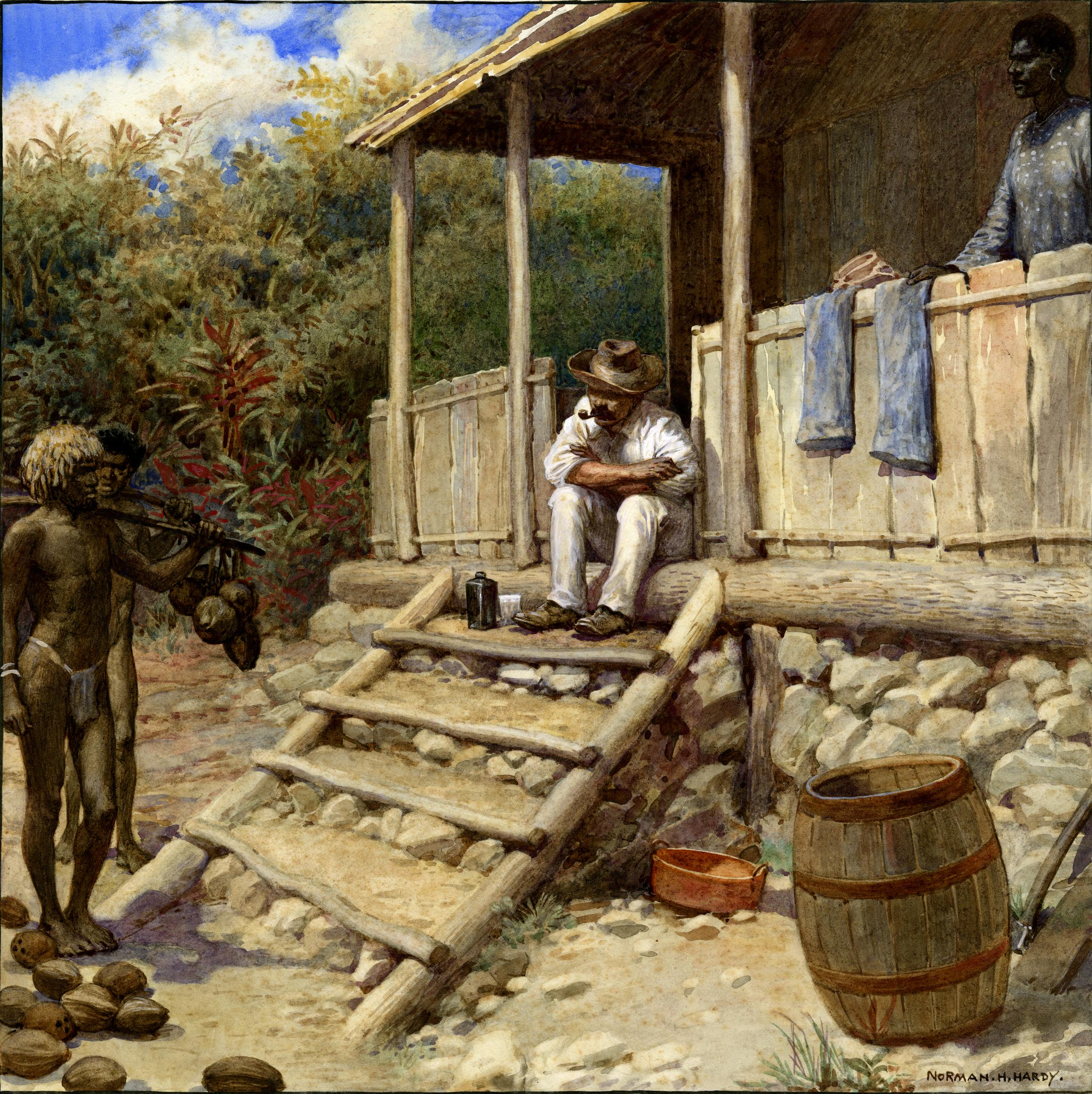
Norman Heywood Hardy, Marchand à Ambae, vers 1907, British Museum.

Après que l'archipel du Vanuatu a été localisé par Pedro Fernandes de Queirós en 1606, Louis-Antoine de Bougainville est le premier Européen à accoster sur Ambae, en 1768. Confondant les tatouages des habitants avec la lèpre, il baptise Ambae « île aux Lépreux ». Bien que revendiquée par la France, l'île n'attire pas tout de suite les colons, jusqu'à la découverte de bois de santal dans le sud du Vanuatu. Les premiers colons, des missionnaires anglicans, s'installent dans les années 1860-1870 à Lolowai et Longana, dans l'est de l'île,.
Les marins qui passent à proximité de l'île sont parfois victimes d'attaques de la population locale, notamment des meurtres rituels, jusqu'à ce qu'un navire britannique riposte en incendiant Longana. Les cérémonies traditionnelles semblent s'amplifier à mesure que les contacts avec les Européens s'intensifient, avec une apothéose dans les années 1860. Les habitants ne sont pas épargnés par le blackbirding, forme de traite qui a cours dans le Pacifique jusqu'aux années 1900 : des autochtones sont trompés ou enlevés de force, puis emmenés dans le Queensland ou aux Fidji pour travailler dans les plantations de canne à sucre. Comme le reste du Vanuatu, Ambae est intégrée aux Nouvelles-Hébrides, colonie franco-britannique créée en 1906. Jusqu'aux années 1930, la population maintient un mode de vie largement traditionnel, avec des cellules familiales réduites vivant dans des hameaux. Les conflits avec les colons sont alors quotidiens.
Lors de la Seconde Guerre mondiale, l'aviso Chevreuil des Forces navales françaises libres est envoyé aux Nouvelles-Hébrides et aux Îles Banks par le commandant de la Marine dans le Pacifique, le capitaine de frégate Georges Cabanier, pour des missions de visite et de maintien de l'ordre. Commandé par l'enseigne de vaisseau Fourlinnie, il fait un passage à Ambae entre le 10 et le 25 janvier 1942.
Le Vanuatu prend son indépendance le 30 juillet 1980. En 1994, il est divisé en six provinces. Ambae, Maewo et l'île de Pentecôte forment la province de Penama, dont le chef-lieu est Saratamata, à Ambae.

### Regain d'activité volcanique
Après une longue période de dormance, le Manaro Voui entre en éruption les 2 et 3 mars 1995. Le 27 novembre 2005, une éruption contraint environ la moitié de la population à évacuer. Des éruptions de moindre importance ont lieu en 2011 et 2016.
Le 6 septembre 2017, une éruption majeure contraint à l'évacuation de l'ensemble de la population (environ 11 700 personnes, dont 5 220 enfants) vers les îles voisines de Maewo, Pentecôte et Espiritu Santo,. Il s'agit de la plus importante éruption dans l'histoire récente d'Ambae. Les pluies acides, les nuages de cendres et les vents violents détruisent la plupart des habitations et polluent les sources d'eau potable,. La population retourne peu à peu s'installer à Ambae à partir d'octobre 2017, mais une nouvelle éruption a lieu en avril 2018. Les cendres, poussées par les vents violents causés par le cyclone Hola (en), recouvrent l'île et contraignent encore une fois les habitants à évacuer.
Compte tenu des risques, le gouvernement du Vanuatu décide d'installer durablement la population d'Ambae sur Maewo. Les personnes déplacées connaissent des difficultés économiques importantes, notamment les éleveurs et cultivateurs, qui ont perdu leurs principaux moyens de subsistance,. Une partie de la population revient sur l'île au cours de 2018, et en janvier 2019, treize écoles d'Ambae rouvrent leurs portes. En février 2020, l'île a retrouvé 80 % de sa population. En juin de la même année, l'administration du chef-lieu de Penama, temporairement déplacée sur l'île de Pentecôte, rouvre ses bureaux à Saratamata.

## Population et société

### Démographie
Ambae compte 10 858 habitants en 2016 et 9 856 en 2020. Il y a légèrement plus d'hommes que de femmes, et la majorité de la population a moins de 18 ans.
En 2020, la majorité de la population se déclare anglicane, excepté dans le canton ouest, où l'Église apostolique domine. De nombreux autres cultes chrétiens existent sur l'île, dans l'ordre d'importance : différentes dénominations liées aux Églises de Dieu, l'Église adventiste du septième jour, l'Église catholique, les Assemblées de Dieu, l'Église de Jésus-Christ des saints des derniers jours, les Neil Thomas Ministries et l'Église presbytérienne. Sur l'ensemble des personnes interrogées, aucune ne se déclare adepte des religions traditionnelles ou athée.

### Économie
En 2016, la principale source de revenus des habitants d'Ambae est la vente de produits issus de la pêche, de l'agriculture ou de l'artisanat. L'agriculture représente une part importante de l'économie, et la plupart des foyers cultivent au moins des bananes, du manioc et de l'aibika ; les autres végétaux cultivés sont la papaye, l'igname, la patate douce, le taro, le kava, la noix de coco, le cacao, le maïs, et pour une petite part seulement le café. L'élevage de poules, cochons, vaches et chèvres est très répandu. En 2016, l'ouest d'Ambae compte le plus grand nombre d'élevage de poules de l'ensemble de Penama. Certains foyers pratiquent la sylviculture. Les principales essences cultivées sont le nangai, le santal, le badamier et l'acajou.
Le tourisme est peu développé.

### Infrastructures
L'île est largement rurale, avec pour seul centre urbain Saratamata, au nord-est. En 2016, 92 % de l'île est couverte par le réseau mobile, et 90 % de la population utilise un téléphone portable. En revanche, moins de 1 % de la population regarde la télévision, et entre 1 et 5 % utilise Internet, à l'exception du quart nord-est de l'île, où le pourcentage monte à 20 %. Plus de 95 % de la population utilise l'énergie solaire comme principale source d'électricité, et la quasi-totalité cuisine au feu de bois. Selon les régions de l'île, 90 % à 97 % de la population n'a pas accès à des sanitaires modernes.
L'île compte un hôpital et trois aérodromes.

## Culture

### Langues
Deux langues vernaculaires sont parlées sur l'île : l'ambae de l'Est et l'ambae de l'Ouest. L'ambae de l'Est (aussi appelé omba, oba, aoba et walurigi) compte environ 3 000 locuteurs en 1981 ; l'ambae de l'Ouest (aussi appelé opa), environ 4 500 locuteurs en 1983. Bien qu'il s'agisse à l'origine de langues orales, elles ont été transposées à l'écrit, notamment pour traduire des textes chrétiens. L'anglais et le bichelamar, langues officielles du Vanuatu, sont les deux langues véhiculaires.

### Cuisine
Le taro, l'igname et les bananes font partie du régime traditionnel et sont cultivés depuis des siècles, et la culture de la noix de coco est particulièrement importante. La boisson traditionnelle est le kava. Plus récemment ont été introduits la patate douce, l'aibika et le manioc. La cuisine traditionnelle comprend aussi de la viande, notamment du porc.

### Religion

#### Rites traditionnels

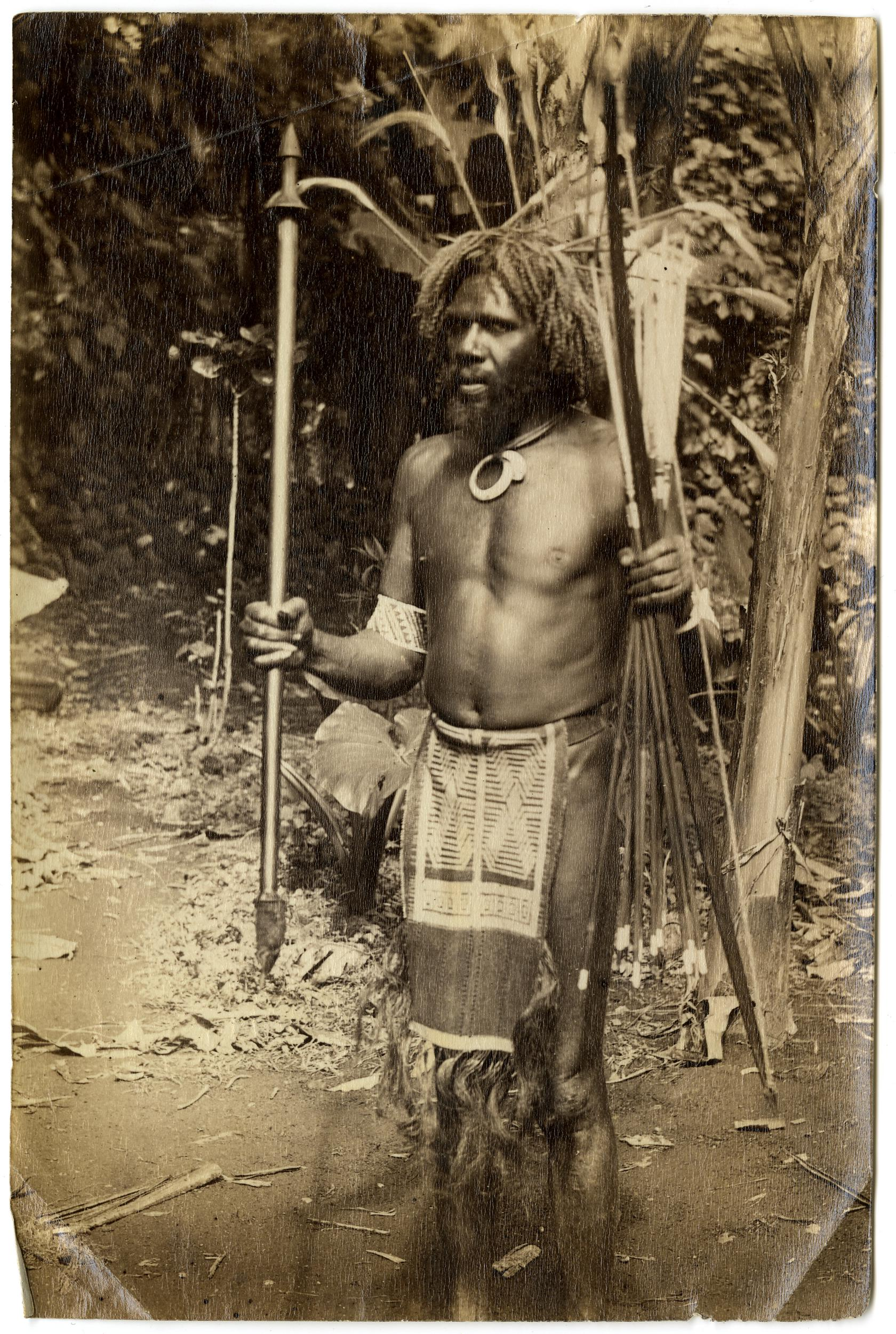
Un chef photographié à la fin du XIXe siècle, portant une coiffe de plumes, un pagne tissé (appelé singo) et un collier avec une défense de cochon.

Avant l'évangélisation du Vanuatu, les rites et croyances varient grandement d'une île à l'autre de l'archipel ; à Ambae, des différences existent entre les sociétés patrilinéaires, à l'ouest, et matrilinéaires, à l'est. La séparation entre hommes et femmes y est traditionnellement moins prononcée que dans d'autres îles. Il arrive que des femmes soient encouragées à sacrifier des cochons ou admises dans des sociétés exclusivement masculines ailleurs, et que les hommes participent aux rites organisés par les femmes, comme la célébration des premières règles ou les tatouages corporels. Comme dans le reste du Vanuatu, le sacrifice de cochon à dent est un élément cultuel et symbolique important à Ambae.
La mythologie d'Ambae comporte deux figures principales : Takaro, avatar local de la divinité polynésienne Tangaroa qui est connu sous des noms variés à travers le Vanuatu ; et Mwerambuto ou Nggelevu, divinité locale. Contrairement à d'autres îles, comme Malekula ou Efate, on ne trouve pas d'idoles ni de représentations des défunts dans les cultes traditionnels d'Ambae. En revanche, les offrandes de nourriture sont pratiquées pour éviter que les esprits ne dérangent les vivants, et certaines personnes sont supposées posséder des pouvoirs conférés par des fantômes ou des esprits variés. La mort d'une personne est suivie d'une période de cent jours, appelée bongi, durant laquelle ont lieu des banquets, des discours et des offrandes au défunt. Cette pratique existe ailleurs en Mélanésie, et reste pratiquée au Vanuatu dans la seconde moitié du XXe siècle.
Avant l'évangélisation, il existe aussi à Ambae des cultes secrets et initiatiques ayant pour but l'obtention de pouvoirs magiques, grâce à l'invocation d'esprits mauvais et à des pratiques normalement proscrites (exhibitionnisme, inceste, sodomie ou contact avec du sang menstruel). Ces pratiques prédominent parmi les populations à filiation matrilinéaire d'Ambae et d'autres îles. La christianisation met un terme à ces cultes, assimilés à de la sorcellerie.

#### Évangélisation

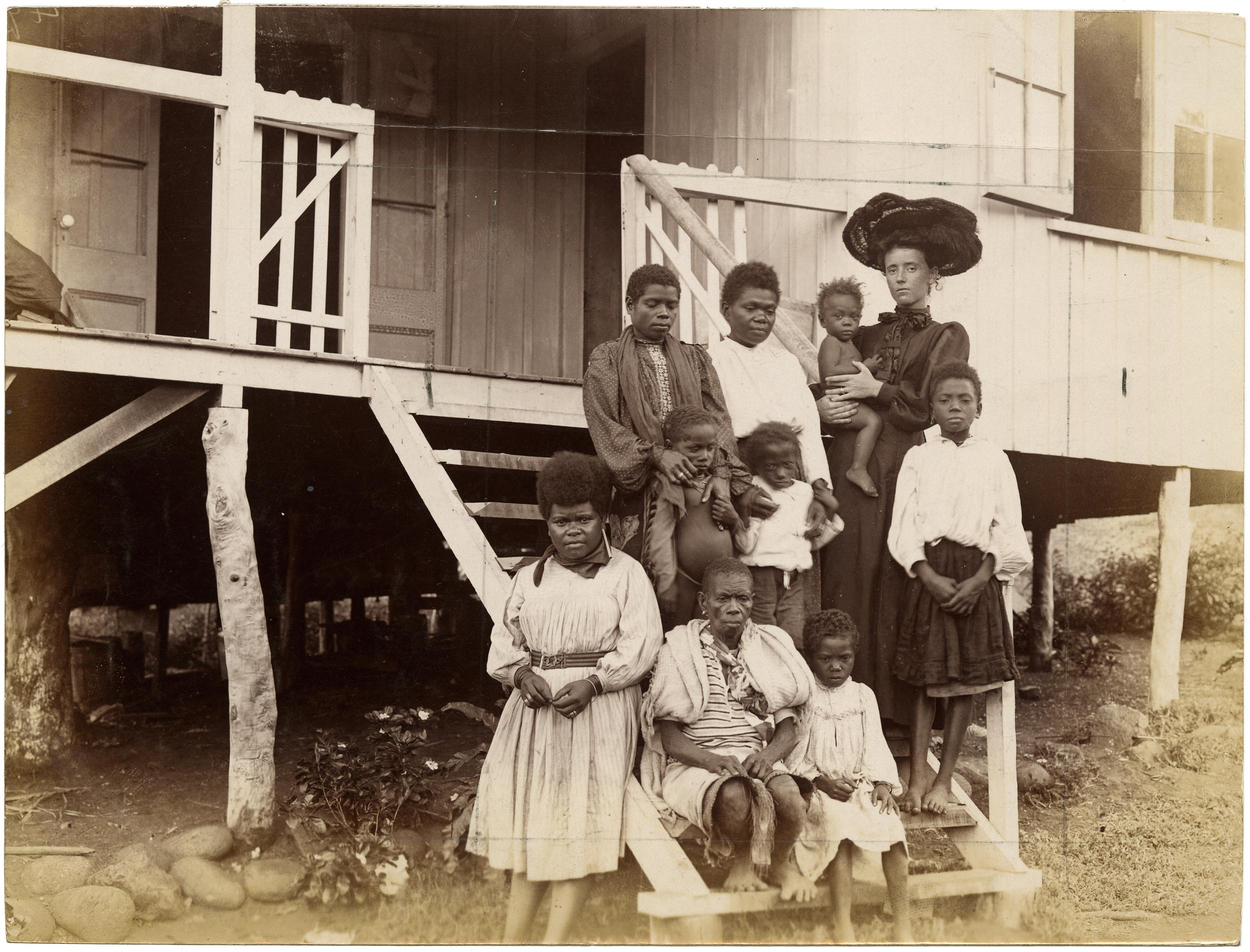
Eva Godden, épouse de Charles Godden, pose avec des autochtones devant une école anglicane de Lolowai, en 1906.

L'île est évangélisée à partir des années 1870, principalement par des missionnaires anglicans. À partir de 1881, un accord est passé avec les communautés presbytériennes, également présentes dans l'archipel, et les anglicans se concentrent sur Ambae, Maewo et l'île de Pentecôte. La Mission Anglicane Mélanésienne, basée à Lolowai, dans le nord-est de l'île, y implante une église, un hôpital et des écoles. Les terrains nécessaires auraient été pris en compensation du meurtre d'un missionnaire, le révérend Charles Godden, assassiné en 1906. Ce meurtre, attesté, est perpétré par un homme nommé Alamemea, victime du blackbirding. Emmené de force en Australie pour travailler dans une plantation de canne à sucre puis emprisonné et torturé, il s'était juré de tuer tout homme blanc qu'il verrait dès son retour à Ambae.
Dans les années 1930, dans un contexte de tensions et de combats entre différents chefs, certains habitants se tournent vers les missionnaires pour régler les conflits et assurer leur protection. De leur côté, les missionnaires tolèrent le sacrifice des cochons et la consommation de kava.
Jusqu'à l'indépendance du Vanuatu en 1980, les livres de prières traduits en ambae et distribués par les missionnaires comportent des prières pour la reine d'Angleterre et le président de la France, comme dans le reste du pays. En 2020, la population se déclare en très grande majorité chrétienne, mais les croyances et rites traditionnels ont encore une certaine influence,.

### Ambae dans la culture
Le romancier américainn James A. Michener, en station au Vanuatu pendant la Seconde Guerre mondiale, s'est inspiré d'Ambae pour l'île fictive Bali Hai, qui apparaît dans son livre Tales of the South Pacific.

## Personnalités liées à Ambae
- Grace Mera Molisa (1946-2002), poétesse et femme politique.
- Merilyn Tahi (en) (1950 - ), activiste pour les droits des femmes.
- Nadia Kanegai (en), activiste, femme politique et historienne.